# Теплиця (село)
Тепли́ця (у минулому: Село № 13, Тепліц) — село в Україні, в Болградському районі Одеської області. Адміністративний центр Теплицької сільської громади. Засноване свого часу німецькими колоністами.

## Історія
1859 рік у німецькій колонії Аккерманського повіту Бессарабської області мешкало 1134 особи, налічувалось 122 дворових господарства, існували лютеранський молитовний будинок та сільське училище.
Станом на 1886 рік у колонії, центрі Теплицької волості, мешкала 1551 особа, налічувалось 133 дворових господарства, існувала лютеранська церква та 5 лавок.
За переписом 1897 року кількість мешканців зросла до 1784 осіб (924 чоловічої статі та 860 — жіночої), з яких , 1705 — лютеранської.
12 червня 2020 року, відповідно до Розпорядження Кабінету Міністрів України від № 724-р «Про визначення адміністративних центрів та затвердження територій територіальних громад Одеської області», увійшло до складу Теплицької сільської територіальної громади.
19 липня 2020 року, в результаті адміністративно-територіальної реформи і ліквідації Арцизького району, село увійшло до складу новоутвореного Болградського району.

## Населення
Згідно з переписом 1989 року населення села становило 1703 особи, з яких 895 чоловіків та 808 жінок.
За переписом населення 2001 року в селі мешкало 1659 осіб.

### Мова
Розподіл населення за рідною мовою за даними перепису 2001 року:
| Мова       | Відсоток |
| ---------- | -------- |
| російська  | 62,32 %  |
| українська | 20,75 %  |
| болгарська | 11,48 %  |
| гагаузька  | 2,99 %   |
| молдовська | 2,21 %   |
| румунська  | 0,12 %   |
| білоруська | 0,06 %   |

## Відомі особистості
- Базика Володимир Петрович (1923—1994) — освітянин.
- Гранчар Дмитро Борисович (1982—2022) — молодший сержант Збройних сил України, відзначився у ході російського вторгнення в Україну, учасник російсько-української війни, Герой України з удостоєнням ордена «Золота Зірка» (посмертно).
- Тітаренко Любов Вікторівна (* 1952) — акторка, режисер, заслужений діяч мистецтв України.

1. ↑  Бессарабская область. Список населенных мест по сведениям 1859 года. Санкт-Петербург, 1861 (рос.), (код 337)
2. ↑  Волости и важнѣйшія селенія Европейской Россіи. По данным обслѣдованія, произведеннаго статистическими учрежденіями Министерства Внутренних Дѣл, по порученію Статистическаго Совѣта. Изданіе Центральнаго Статистическаго Комитета. Выпуск VIII. Губерніи Новороссійской группы. СанктПетербургъ. 1886. — VI + 157 с. (рос. дореф.)
3. ↑  Населенные места Российской империи в 500 и более жителей с указанием всего наличного в них населения и числа жителей преобладающих вероисповеданий : по данным первой всеобщей переписи населения 1897 г. / Под ред. Н. А. Тройницкого — С.-Пб. : Типография «Общественная польза»: [паровая типолитография Н. Л. Ныркина], 1905. — X, 270, 120 с.(рос. дореф.)
4. ↑  Кабінет Міністрів України - Про визначення адміністративних центрів та затвердження територій територіальних громад Одеської області. www.kmu.gov.ua (укр.). Процитовано 15 червня 2025.
5. ↑  Постанова Верховної Ради України від 17 липня 2020 року № 807-IX «Про утворення та ліквідацію районів»
6. ↑  Кількість наявного та постійного населення по кожному сільському населеному пункту, Одеська область (осіб) - Регіон, Рік, Категорія населення , Стать (1989(12.01)). database.ukrcensus.gov.ua. Банк даних Державної служби статистики України. Архів оригіналу за 31 липня 2014. Процитовано 25 вересня 2019. [Архівовано 2014-07-31 у Wayback Machine.]
7. ↑  Кількість наявного населення по кожному сільському населеному пункту, Одеська область (осіб) - Регіон , Рік (2001(05.12)). database.ukrcensus.gov.ua. Банк даних Державної служби статистики України. Архів оригіналу за 31 липня 2014. Процитовано 25 вересня 2019. [Архівовано 2014-07-31 у Wayback Machine.]
8. ↑  Розподіл населення за рідною мовою, Одеська область (у % до загальної чисельності населення) - Регіон, Рік , Вказали у якості рідної мову (2001(05.12)). database.ukrcensus.gov.ua. Банк даних Державної служби статистики України. Архів оригіналу за 31 липня 2014. Процитовано 25 вересня 2019. [Архівовано 2014-07-31 у Wayback Machine.]